# Charles-Antoine Leclerc de La Bruère
Charles-Antoine Leclerc de La Bruère (* 1714 in Crépy-en-Valois; † 18. September 1754 in Rom) war ein französischer Dramen-Autor und Historiker. Er ist besonders als Autor des Librettos zur tragédie lyrique Dardanus von Jean-Philippe Rameau bekannt. Er verbindet mythologische Elemente mit Epen der italienischen Renaissance.

## Biographie
Gemeinsam mit Louis Fuzelier (dem Librettisten von Rameau) war er von November 1744 bis Juni 1748 durch königliches Patent Direktor des Magazins Mercure de France. 1749 ging er als Botschaftssekretär des Herzogs von Nivernais nach Rom.

## Werke
- Les Mécontents, Komedie, 1. Akt, Paris, 1. Dezember 1734
- Les voyages de l’Amour, Opéra-ballet in 4 Akten, Paris, Königliche Musikakademie, 26. April oder 3. Mai 1736
- Dardanus, tragédie lyrique in 5 Akten und einem Prolog, Musik von Jean-Philippe Rameau, Paris, Königliche Musikakademie, 19. November 1739
- La convalescence du Roi, Gedicht, 1744
- Histoire du règne de Charlemagne, 1745
- Érigone, Ballett in einem Akt, Musik von Mondonville, Versailles, 21. März 1748
- Le prince de Noisy, heldenhafter Ballett in 3 Akten, Musik von François Rebel und François Francœur, Versailles, 13. März 1749
- La coquette fixéee, Komedie in 3 Akten mit Louis-Jules Mancini-Mazarini und Claude-Henri de Fusée de Voisenon, Paris, 10. März 1746
- Les fêtes de Paphos, heldenhaftes Ballett, Paris, Königliche Musikakademie, 9. Mai 1758
- Linus, tragédie lyrique in 5 Akten, Musik von Pierre-Montan Berton, Antoine Dauvergne und Jean-Claude Trial, 1769